# Svízel vonný
Svízel vonný (Galium odoratum, dříve mařinka vonná – Asperula odorata) je lesní bylina, dříve využívaná hojně v lékařství a léčitelství.

## Popis a výskyt
Má přeslenité a po okraji drsné listy (odtud bývalé latinské rodové jméno Asperula = drsňoučká), a poněvadž příjemně voní po kumarinu, i odorata (latinsky: vonná). Svízel vonný je vytrvalá bylina s plazivým oddenkem a drobnými bílými květy, které kvetou v květnu a červnu. Je hojně rozšířen téměř po celé Evropě a často tvoří husté porosty v listnatých lesích. Roste také v západní Asii a Severní Americe.

## Pěstování
Pokud neroste planě, lze ji snadno vypěstovat buď ze semen nebo z vegetativních výhonků, které se přesazují v době, kdy svízel vonný kvete.

## Zpracování
Používanou částí rostliny je čerstvá nebo sušená nať, sbíraná v době květu. Sušit se musí pomalu při teplotě nepřesahující 35 °C.

## Použití
V lékařství se využívá především zevně (na drobná poranění i hnisavé rány apod.). V lidovém léčitelství se pak nejčastěji používal na zklidnění a dobré usínání. Neměl by se však používat dlouhodobě, jedná se totiž o mírně jedovatou drogu s vedlejšími účinky (zejména bolestmi hlavy).
Čerstvý i sušený si dlouho uchovává krásnou vůni, pro kterou je též velmi oblíben. Jeho aroma se používá i při výrobě alkoholických nápojů.

### Gastronomie
Němci svízel vonný používali do německé májové bowle (májového vína) a do piva typu Berliner Weisse, Francouzi do šampaňského, ve Švýcarsku do koňaku i benediktinky. Na severu Evropy jím byla ochucována řada uzenin.